# DR 137 028 bis 030
Die Baureihe DR 137 028 bis 030 waren Triebwagen der Waggonfabrik Wismar. Sie wurden 1932 als erste Baumuster der 302 kW-Triebwagen mit elektrischer Leistungsübertragung gefertigt und 1934 ausgeliefert. Von den drei gefertigten Triebwagen verblieb nach dem Zweiten Weltkrieg der VT 137 030 bei der Deutschen Reichsbahn und war bis 1969 in Betrieb.

## Geschichte
Die drei Triebwagen entstanden zeitgleich mit den 300-PS-Triebwagen DR 137 025 bis 027. Bei diesen Fahrzeugen wurde erstmals der ab 1932 gültige Einheitsanstrich ausgeführt, der im Fensterband aus elfenbein, in der übrigen Seitenwand aus weinrot, beim Dach aus silber und beim Untergestell sowie Farbtrennlinien aus schwarz bestand.
Die Fahrzeuge wurden 1934 im RAW Dessau abgenommen. Erste Einsatzstelle war das Bahnbetriebswerk Halle P. Der 137 029 wurde vom Februar bis April 1934 Versuchsfahrten durch das Lokomotiv-Versuchsamt Grunewald unterzogen. Die Fahrzeuge wurden bis Kriegsbeginn in Halle eingesetzt. Zu Beginn des Krieges wurden sie zunächst stillgelegt und später als Notstromaggregate verwendet.
Während der ersten Einsatzperiode hatten die Fahrzeuge eine geringe Laufleistung mit dem Maybach GO 5-Motor. Die durchschnittliche störungsfreie Laufleistung betrug im Mittel 32.000 Kilometer oder fünf Monate. Ebenso betrug die Spanne zwischen kleinster und größter ausbaufreier Laufleistung zwischen 1.000 und 94.000 Kilometer.
Zwei Fahrzeuge wurden im Krieg zerstört, das dritte verblieb nach Kriegsende bei der Deutschen Reichsbahn. Er war dem Bahnbetriebswerk Leipzig zugeteilt. Der Triebwagen wurde 1969 ausgemustert.

## Fahrzeugbeschreibung
Der Wagenkasten war in Leichtbauweise hergestellt und hatte Ähnlichkeiten zu den später gelieferten DR 137 058 … 079.
Die Antriebsanlage bestand aus dem Dieselmotor Maybach GO 5 sowie der elektrischen Ausrüstung, die auch bei den im selben Jahr ausgelieferten DR 872 bis 874 Verwendung fand.